# Quảng Linh (nhà Thanh)
Quảng Linh (chữ Hán: 廣靈; 1705 – 1739), hay Quảng Ninh (廣寧, tiếng Mãn: ᡤᡠᠸᠠᠩ ᠨᡳᠩ, Möllendorff: guwang ning), Ái Tân Giác La, là một Tông thất của nhà Thanh trong lịch sử Trung Quốc.

## Cuộc đời
Quảng Linh được sinh ra vào giờ Sửu, ngày 4 tháng 9 (âm lịch) năm Khang Hi thứ 44 (1705), trong gia tộc Ái Tân Giác La. Ông là con trai thứ hai của Điệu Thân vương Bảo Thụ, và là anh trai cùng cha khác mẹ của Dụ Trang Thân vương Quảng Lộc. Mẹ ông là Đích Phúc tấn Đông Giai thị (佟佳氏). Tháng 10 năm Khang Hi thứ 61 (1722), ông được phong làm Tam đẳng Thị vệ. Tháng 10 năm sau (1723), sau khi Ung Chính lên ngôi thì ông được thăng làm Đầu đẳng Thị vệ. Tháng 12 năm thứ 1724, bác của ông là Dụ Thân vương Bảo Thái bị đoạt tước nên ông được tập tước Dụ Thân vương đời thứ 3, thay quyền Lĩnh Thị vệ Nội đại thần.
Tháng 10 năm 1726, Ung Chính Đế chỉ dụ: "Quảng Linh làm việc nhiều sai lầm, chưa bỏ thói kết đảng của Bảo Thái", từ đó cách tước của ông, giam cầm trong Tông Nhân phủ. Tước vị sẽ do em trai Quảng Lộc thừa kế. Đến năm 1735, sau khi Càn Long lên ngôi, ông mới được thả ra khỏi Tông Nhân phủ nhưng vẫn bị giam lỏng tại nhà, không được sự cho phép thì không được ra ngoài.
Năm Càn Long thứ 4 (1739), ông qua đời vào giờ Dần ngày 9 tháng 6 (âm lịch), thọ 35 tuổi.

## Gia quyến

### Thê thiếp
- Đích Phúc tấn: Hoàn Nhan thị (完顏氏), con gái của Nội các Học sĩ Đạt Sắc (達色).
- Thứ thiếp: 
  - Phó thị (傅氏), con gái của Phó Húc (傅旭).
  - Vương thị (王氏), con gái của Vương Thiên Tá (王天佐).
  - Tạ thị (謝氏), con gái của Tạ Đình Bích (謝廷璧).
  - Ngô thị (吳氏), con gái của Ngô Quốc Quân (吳國均).
  - Trần thị (陳氏), con gái của Trần Đại (陳大).
  - Vương thị (王氏), con gái của Vương Thế Quý (王世貴).
  - Vương thị (王氏), con gái của Vương Quốc Đống (王國棟).
  - Chu thị (周氏), con gái của Chu Phương Đức (周方德).

### Con trai
1. Thành Dũng (誠勇; 1726 – 1761), mẹ là Thứ thiếp Phó thị. Có 7 con trai.
2. Thành Phương (誠芳; 1730 – 1735), mẹ là Đích Phúc tấn Hoàn Nhan thị. Chết yểu.
3. Thành Nguyên (誠元; 1732 – 1736), mẹ là Đích Phúc tấn Hoàn Nhan thị. Chết yểu.
4. Thành Anh (誠英; 1735 – 1737), mẹ là Thứ thiếp Vương thị (con gái của Vương Thiên Tá). Chết yểu.
5. Thành Liệt (誠烈; 1735 – 1736), mẹ là Thứ thiếp Tạ thị. Chết yểu.
6. Thành Hằng (誠恒; 1736 – 1737), mẹ là Thứ thiếp Tạ thị. Chết yểu.
7. Thành Quý (誠貴; 1737 – 1738), mẹ là Thứ thiếp Tạ thị. Chết yểu.
8. Thành Hưng (誠興; 1738 – 1788), mẹ là Thứ thiếp Ngô thị. Có 8 con trai.